# Genocidio de las Naciones Originarias de Canadá
El genocidio canadiense de las Naciones Originarias es el genocidio y la destrucción sistemática del pueblo y la identidad de las Primeras Naciones en Canadá desde su fundación como estado colonial. A lo largo de la historia de Canadá, el gobierno canadiense ha cometido lo que se ha descrito de diversas formas como atrocidades, crímenes y genocidio contra los pueblos indígenas de Canadá. Los crímenes cometidos por la Iglesia católica y el gobierno canadiense fueron reconocidos como genocidio por el Papa Francisco y la Cámara de los Comunes votó unánimemente para pedir al gobierno federal que reconociera el sistema de escuelas residenciales como genocidio.
Debido a que Canadá es un Estado fundado bajo colonialismo de poblamiento, «cuya soberanía y economía política se basan en la desposesión de los pueblos indígenas y la explotación de sus tierras», varios conceptos que se utilizaron como justificaciones para el genocidio se remontan a los comienzos mismos de la federación, así como hasta los inicios mismos de sus Estados predecesores. 